# Sangallo család
A firenzei da Sangallo építész család vezető szerepet játszott az itáliai építészetben az 1480-as évektől az ifjabb  Antonio haláláig. Tevékenységük családi alapokra épült, sokszor megtörtént, hogy a család számos tagja részt vett egy közös megbízásban, mint például Rómában, a „Villa Madama” és a „San Giovanni dei Fiorentini” templom építkezésén. Az építészet minden ágában tevékenykedtek, a hadi építészetet is bele értve. 
Giuliano da Sangallo és az ifjabb Antonio da Sangallo volt a család két legkiemelkedőbb tagja. Az 1480-as években Giuliano tevékenysége volt igen jelentős. Ő építette a „Poggia a Caiano”-i villát, a volterrai erődítményt és Pratóban a „Santa Maria delle Carceri” templomot. Halála után unokaöccse, ifjabb Antonio vette át a szerepét; a kettejük közti stiláris eltérés megfelel a quattrocento és a cinquecento különbségének. 
Az idősebb Antonio da Sangallo szintén bátyja, Giuliano halála után vált népszerűvé. Legfőbb munkája a montepulcianói Madonna di San Biagio–templom. Ifjabb Antonio firenzei művészként élvezte a Medici-pápa, VII. Kelemen pártfogását, és 1520-ban ő lépett Raffaello örökébe, mint a római Szent Péter-bazilika építésvezetője. Egy sor tervrajzot készített az épülethez, a végső modell 1534 körül alakult ki, ezt Antonio dall’Abacco metszette rézbe. A terv kétes értékű kompromisszum lett egy centrális és egy hosszanti terv között.  Itt is, akár a Palazzo Farnese és a San Giovanni dei Fiorentini esetében, Michelangelo dinamikusabb stílusa győzött. Antonionak és a Sangallo család többi tagjának nagyszámú rajza található a firenzei Uffizi-ben.